# Carl Nielsen
Carl August Nielsen (Sortelung, 9 de junio de 1865-Copenhague, 3 de octubre de 1931) fue un compositor danés, uno de los más reconocidos de su país.
Nielsen nació en Sortelung, un pueblo cercano a Odense. Aunque su familia era relativamente pobre, Carl consiguió estudiar violín y piano. Aprendió también a tocar diversos instrumentos de viento gracias a su trabajo en una banda militar de Odense.  
Estudió violín y teoría de la música en el conservatorio de  Copenhague. Recibió las primeras lecciones de música de su padre y estudió con el compositor danés Niels Gade y con un discípulo de Joseph Joachim en el Conservatorio de Copenhague, donde a partir de 1915 trabajó como profesor. Su primera sinfonía se estrenó el 14 de marzo de 1894 sin mayor éxito. Sin embargo, la misma obra obtuvo un gran éxito cuando se interpretó en Berlín en 1896. A partir de esa fecha, su fama empezó a crecer.
Siguió tocando el violín en el Teatro Real de Copenhague hasta 1905 fecha en la que encontró editor para su composiciones. A partir de 1916 empezó a dar clases en el Conservatorio Real Danés de Copenhague, trabajo en el que continuó hasta su muerte.
El 10 de abril de 1891, Nielsen contrajo matrimonio con la escultora danesa Anne Marie Brodersen. El matrimonio permaneció unido hasta la muerte del compositor.

## Música
Internacionalmente, Nielsen es más conocido por sus seis sinfonías. Otras piezas conocidas son la música adicional que compuso para el drama del poeta Adam Oehlenschläger Aladdin, las óperas Saúl y David y Mascarada, los conciertos para flauta y clarinete y el quinteto de viento. Es autor también de numerosas canciones populares danesas.

### Conciertos
Nielsen compuso tres conciertos, el Concierto para violín, Op. 33, una obra de 1911, de su época intermedia, que se enmarca dentro de la tradición del clasicismo europeo, mientras que el Concierto para flauta (sin número de opus) de 1926 y el Concierto para clarinete, Op. 57 que llegaron en 1928, son obras tardías, influenciadas por el modernismo de la década de 1920 y, según el musicólogo danés Herbert Rosenberg, producto de "un compositor extremadamente experimentado que sabe cómo evitar lo no esencial".
A diferencia de las obras posteriores de Nielsen, el Concierto para violín tiene una estructura neoclásica distinta, orientada a la melodía. El Concierto para flauta, en dos movimientos, fue escrito para el flautista Holger Gilbert-Jespersen, miembro del Quinteto de viento de Copenhague que había estrenado el Quinteto de viento (en su idioma original, Kvintet for Flöte, Obo, Klarinet, Horn og Fagot, Op. 43) de Nielsen (1922). En contraste con el estilo bastante tradicional del Concierto para violín, refleja las tendencias modernistas de la época. El primer movimiento, por ejemplo, cambia entre re menor, mi bemol menor y fa mayor antes de que la flauta pase a primer plano con un tema cantabile en mi mayor.
El Concierto para clarinete también fue compuesto para un miembro del Quinteto de viento de Copenhague, Aage Oxenvad. Nielsen amplió al máximo las capacidades del instrumento y del instrumentista, Este concierto tiene un solo movimiento continuo y presenta una lucha entre el solista y la orquesta y entre las dos tonalidades principales que compiten, fa mayor y mi mayor.
Los conciertos de viento presentan muchos ejemplos de lo que Nielsen llamaba objektivering (danés, traducido como 'objetivación'). Con este término se refería a dar a los instrumentistas libertad de interpretación y ejecución dentro de los límites establecidos por la partitura.

### Música de cámara
Nielsen compuso varias obras de música de cámara, algunas de ellas destacadas en el repertorio internacional. El Quinteto de viento, una de sus piezas más populares, fue compuesta en 1922 específicamente para el Quinteto de viento de Copenhague. Simpson, al explicar que la afición de Nielsen por los instrumentos de viento estaba estrechamente relacionada con su amor por la naturaleza, escribía: “También estaba muy interesado en el carácter humano y en el Quinteto de viento compuesto deliberadamente para cinco amigos; cada parte se compone para adaptarse a la individualidad de cada instrumentista."
Nielsen compuso cuatro cuartetos de cuerda. El Cuarteto de cuerda n.° 1 en Sol menor, op. 13 (1889, revisado en 1900) contiene una sección de 'Résumé' al final, que reúne temas del primer, tercer y cuarto movimiento. El Cuarteto de cuerda n.° 2 en Fa menor, op. 5 apareció en 1890 y el Cuarteto de cuerda n.º 3 en Mi bemol mayor, op. 14 en 1898. El historiador musical Jan Smaczny sugiere que en esta obra 'el manejo de la textura es segura y mucho menos derivativa que en obras anteriores ... [el cuarteto] provoca un mayor pesar al comprobar que Nielsen no siguió con el género ... por ser paralelo a su posterior desarrollo sinfónico'. El Cuarteto de Cuerdas n.º 4 en Fa mayor (1904) recibió inicialmente una recepción mixta, y los críticos se sentían dudosos de su estilo. Nielsen lo revisó varias veces, y la versión final, en 1919, figura como su op. 44.
El violín era su propio instrumento y para él compuso cuatro obras de cámara a gran escala. Las desviaciones de los procedimientos estándar en la Primera Sonata, op. 9 (1895), incluidas sus modulaciones, a menudo repentinas, y su terso material temático, desconcertó a los críticos daneses en su estreno. La Segunda Sonata, op. 35 de 1912 fue compuesta para el violinista Peder Møller que, a principios de ese año, había estrenado el Concierto para violín del compositor. La obra es un ejemplo de la tonalidad progresiva del compositor ya que, aunque se dice que está en tonalidad de sol menor, el primer movimiento  y el último terminan en tonalidades distintas. El crítico Emilius Bangert escribió sobre el estreno (con Axel Gade): "La impresión general fue la de una línea hermosa e ininterrumpida (un flujo de notas), donde en particular, un segundo tema maravilloso en la primera parte y la pura, alta esfera de la última parte fue cautivadora". Otras dos obras son para solo de violín. El Preludio, tema y variaciones, op. 48 (1923) fue escrito para Emil Telmányi y, como en el caso de la Chacona para piano, op. 32, se inspiró en la música de Johann Sebastian Bach. El Preludio e Presto, op. 52 (1928) fue compuesta como homenaje al sexagésimo cumpleaños del compositor Fini Henriques.

### Sinfonías

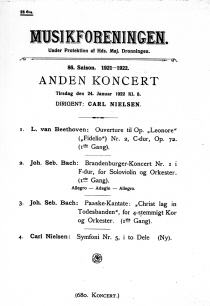
Cartel de un programa de conciertos en la sala Musikforeningen con obras de Beethoven, Bach y la Quinta sinfonía de Nielsen, 1922.

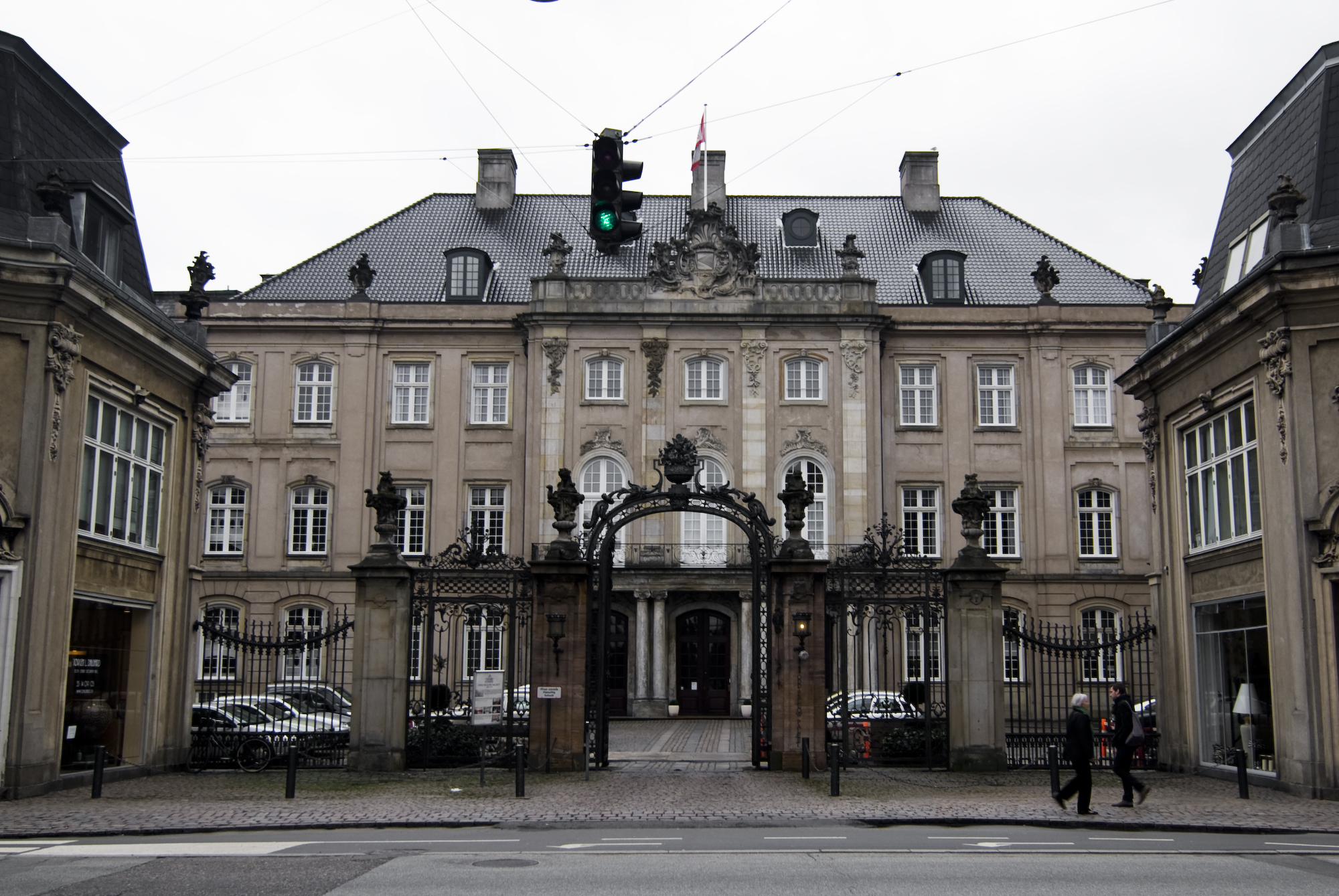
Mansión Odd Fellow Palæet en Copenhague, donde se estrenaron muchas de las composiciones de Nielsen.

Nielsen está quizás más estrechamente asociado fuera de Dinamarca con sus seis sinfonías, escritas entre 1892 y 1925. Estas obras tienen mucho en común: todas tienen poco más de 30 minutos de duración, los instrumentos de metal son un componente clave de la orquestación y todas exhiben inusuales cambios de tonalidad, que aumentan la tensión dramática.
Sinfonía n.º 1 en sol menor, op. 7 (1890-1892)Desde sus primeros compases, aunque refleja la influencia de Grieg y Brahms, muestra la individualidad de Nielsen.
Sinfonía n.º 2, op. 16 (1901–1902), Los cuatro temperamentosSe embarca en el desarrollo del carácter humano. Un cuadro que Nielsen vio en una taberna le inspiró esta composición sobre los cuatro temperamentos (colérico, melancólico, flemático y sanguíneo). Consta de cuatro movimientos, cada uno dedicado a un temperamento.
Sinfonía n.º 3, op. 27 (1910–1911), ExpansivaEl compositor inglés Robert Simpson entendía una referencia al "crecimiento exterior del alcance de la mente". Explota al máximo la técnica de Nielsen de confrontar dos claves al mismo tiempo e incluye en el segundo movimiento una sección con solos de soprano y barítono, que cantan una melodía sin palabras, que puede ser interpretados alternativamente por el clarinete y el trombón.
Sinfonía n.º 4, op. 29 (1914–1916), Lo inextinguibleEs quizá la más conocida de Nielsen y una de las más interpretadas. Es la más dramática de todas. En el último movimiento, dos conjuntos de timbales en lados opuestos del escenario, emprenden una especie de duelo musical. Nielsen la describió como 'la fuerza vital, la voluntad insaciable de vivir'.
Sinfonía n.º 5, op. 50 (1921–1922)También interpretada con frecuencia, utiliza la percusión de un modo sin precedentes. Presenta otra batalla entre las fuerzas del orden y el caos. El sonido de la caja tiene la tarea de interrumpir la orquesta, tocar ad libitum y fuera de tiempo, como para destruir la música. Interpretada por la Orquesta Sinfónica de la Radio Danesa dirigida por Erik Tuxen en el Festival Internacional de Edimburgo de 1950, causó sensación y despertó el interés por la música de Nielsen fuera de Escandinavia.
Sinfonía n.º 6, sin número de opus (1924 -1925), Semplice ("Simple")No es tan dramática como las anteriores, el lenguaje tonal parece similar al de las otras sinfonías y en algunos puntos, suena extraña. En el segundo movimiento utiliza sólo nueve instrumentos de la orquesta: piccolo, 2 clarinetes, 2 bajos, trombón y percusión.
FantasíaEs una de sus más conocidas obras, de estilo neorromántico. Que se suele tocar para la prueba de acceso a enseñanzas profesionales o cuando ya están en el grado profesional.[cita requerida]